# Mancipatio
Mancipatio was in het Romeins recht een eigendomsoverdracht door middel van een formele en rituele handeling. Het werd gebruikt voor de overdracht van zogenaamde res mancipi. De mancipatio was vermoedelijk al bekend voor de Wet van de Twaalf Tafelen en werd afgeschaft door keizer Justinianus I.

## Onderscheid tussenres mancipienres nec mancipi
De mancipatio was een van de oudste vormen van eigendomsoverdracht in het Romeinse recht en bestond al voor de Wet van de Twaalf Tafelen. Waarschijnlijk is de mancipatio opgekomen in de tijd dat het Romeinse Rijk nog een boerenrepubliek was. Dit is goed terug te zien aan het onderscheid tussen res mancipi en res nec mancipi. Res mancipi waren zaken die belangrijk waren in een agrarische samenleving, namelijk: grond in Italië, slaven, getemde dieren en landelijke erfdienstbaarheden, deze zaken moesten door middel van de mancipatio in eigendom worden overgedragen. Res nec mancipi waren alle zaken die geen res mancipi waren, deze moesten op andere wijzen in eigendom worden overgedragen, bijvoorbeeld door middel van de traditio of in iure cessio. Een opvallend gebruik van mancipatio was te vinden bij de emancipatio.

## De eigendomsoverdracht
De mancipatio moest plaatsvinden in de aanwezigheid van vijf mondige Romeinse burgers, die dienden als getuigen van de overdracht. Daarnaast moest er een mondige Romeinse burger zijn die een weegschaal vasthield (libripens). De persoon aan wie het eigendom werd overgedragen pakte de zaak beet en sprak een voorgeschreven formule uit. Volgens Gaius was dat bij de eigendomsoverdracht van een slaaf, die in die tijd konden en mochten worden verhandeld, de volgende formule: 'Ik beweer dat deze slaaf naar Quiritisch recht van mij is, en dat hij door mij gekocht is met dit brons en deze bronzen weegschaal'. Vervolgens tikte hij met een stukje brons tegen de weegschaal en gaf dat brons aan de persoon die het eigendom overdroeg, zogenaamd bij wijze van koopprijs. Hierna ging het eigendom over naar de nieuwe eigenaar. Een zaak overdragen of verkrijgen via mancipatio was voorbehouden aan Romeinse burgers.
Hoewel in de formule melding werd gemaakt van het feit dat de zaak was gekocht met het brons waarmee op de weegschaal werd getikt (per aes et libram), was dat in de tijd dat muntgeld opkwam de facto niet meer het geval. De mancipatio was toen geen eigendomsoverdracht meer waar tegelijkertijd een koopovereenkomst werd gesloten en het eigendom overging. Het was vanaf die tijd dus nodig om voor de mancipatio een koopovereenkomst te sluiten. Zodra er echter voldaan was aan de rituele handeling en de persoon die het eigendom overdroeg ook eigenaar van de zaak was, was er sprake van een geldige eigendomsoverdracht. Zodra er problemen ontstonden met de koopovereenkomst, bijvoorbeeld als deze nietig bleek te zijn, raakte dat dus niet de eigendomsoverdracht. De eigendomsoverdracht werkte om die reden 'abstract', de geldigheid van de eigendomsoverdracht was niet afhankelijk van de geldigheid van de titel. Dit is anders dan in het Nederlands recht het geval is, als er daar sprake is van een ongeldige titel, heeft er geen eigendomsoverdracht plaatsgevonden.

## Usucapio a domino
De rituele handeling die vereist was voor de mancipatio werd later in het Romeinse Rijk als tijdrovend en onpraktisch gezien. Dat was dan ook de reden dat er steeds meer gebruik werd gemaakt van simpele bezitsverschaffing (traditio) om een res mancipi over te dragen. Dit zorgde er echter voor dat het eigendom niet daadwerkelijk overging, nu er niet was voldaan aan de formaliteiten van de mancipatio. De verkrijger kon wel eigenaar worden door middel van de verkrijgende verjaring. De usucapio a domino kwam de persoon ten dienste die een res mancipi geleverd had gekregen middels de traditio. Op het moment dat er een geldige titel bestond voor de overdracht en de verkrijger bezit verschaft had gekregen van een beschikkingsbevoegde vervreemder, kon de verkrijger eigenaar worden. Er moest dan wel een bepaalde tijdsperiode zijn verstreken. Voordat de tijdsperiode was verstreken werd de verjaringsbezitter wel al door de praetor beschermd. Zo kon hij opkomen tegen storing van zijn bezit met een zakelijke actie, de actio Publiciana. Ook kon de verjaringsbezitter zich verweren tegen een revindicatie van de eigenaar met de exceptio rei venditae et traditae. Nu de verjaringsbezitter ook kon opkomen tegen de eigenaar, had hij daarmee zo'n sterke positie verkregen dat hij ook wel praetorisch eigenaar wordt genoemd.

## Afschaffing
Het onderscheid tussen res mancipi en res nec mancipi voor de vraag hoe overgedragen moesten worden raakte toen het Romeinse Rijk zich verder begon te ontwikkelen in onbruik. Mede om die redenen besloot keizer Justinianus het genoemde onderscheid tussen zaken af te schaffen. Vanaf dan moesten alle zaken door middel van de traditio worden overgedragen in eigendom.